# Pescuit excesiv

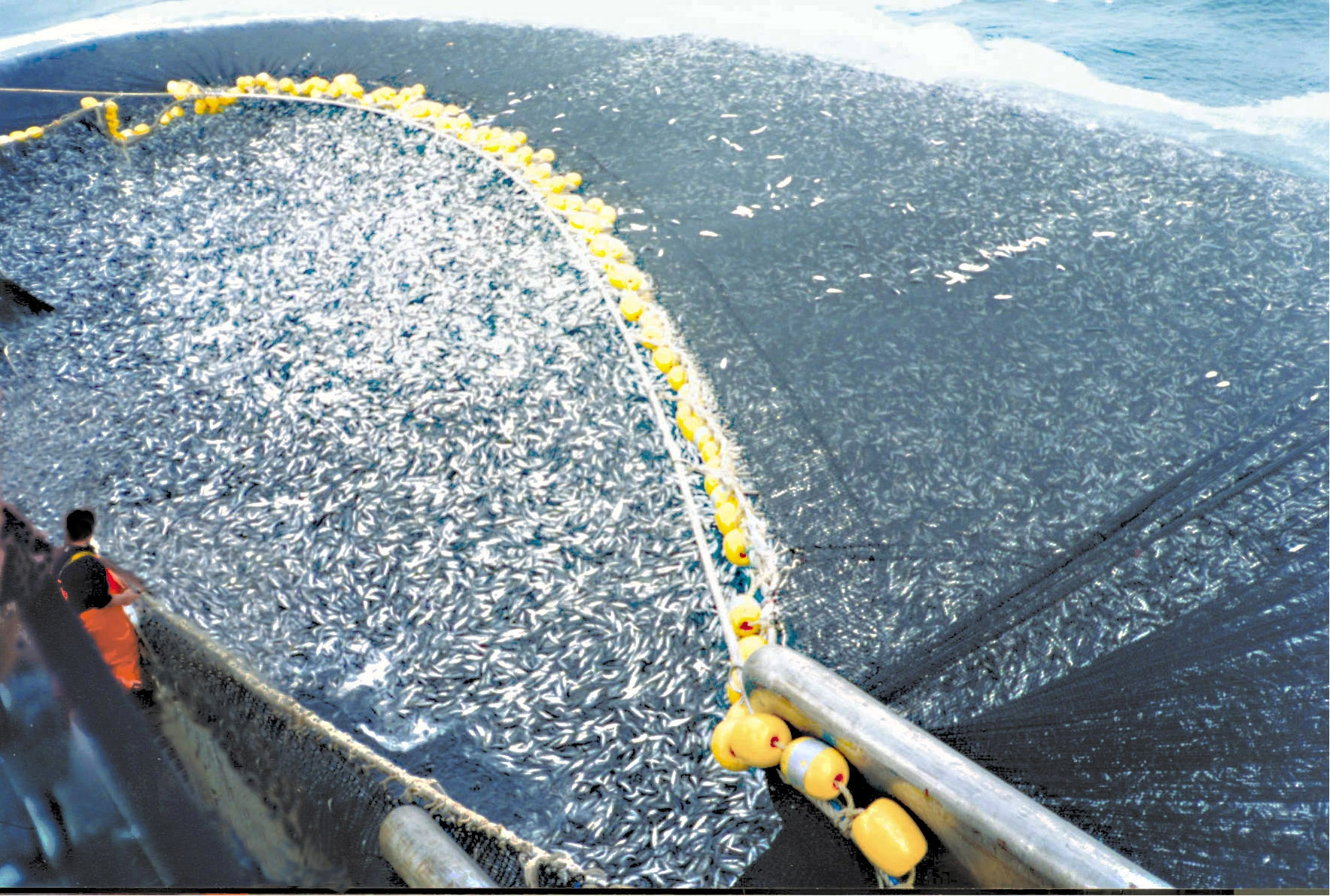
400 de tone de Scrumbie albastră prinse de un Pescador (navă) chilian

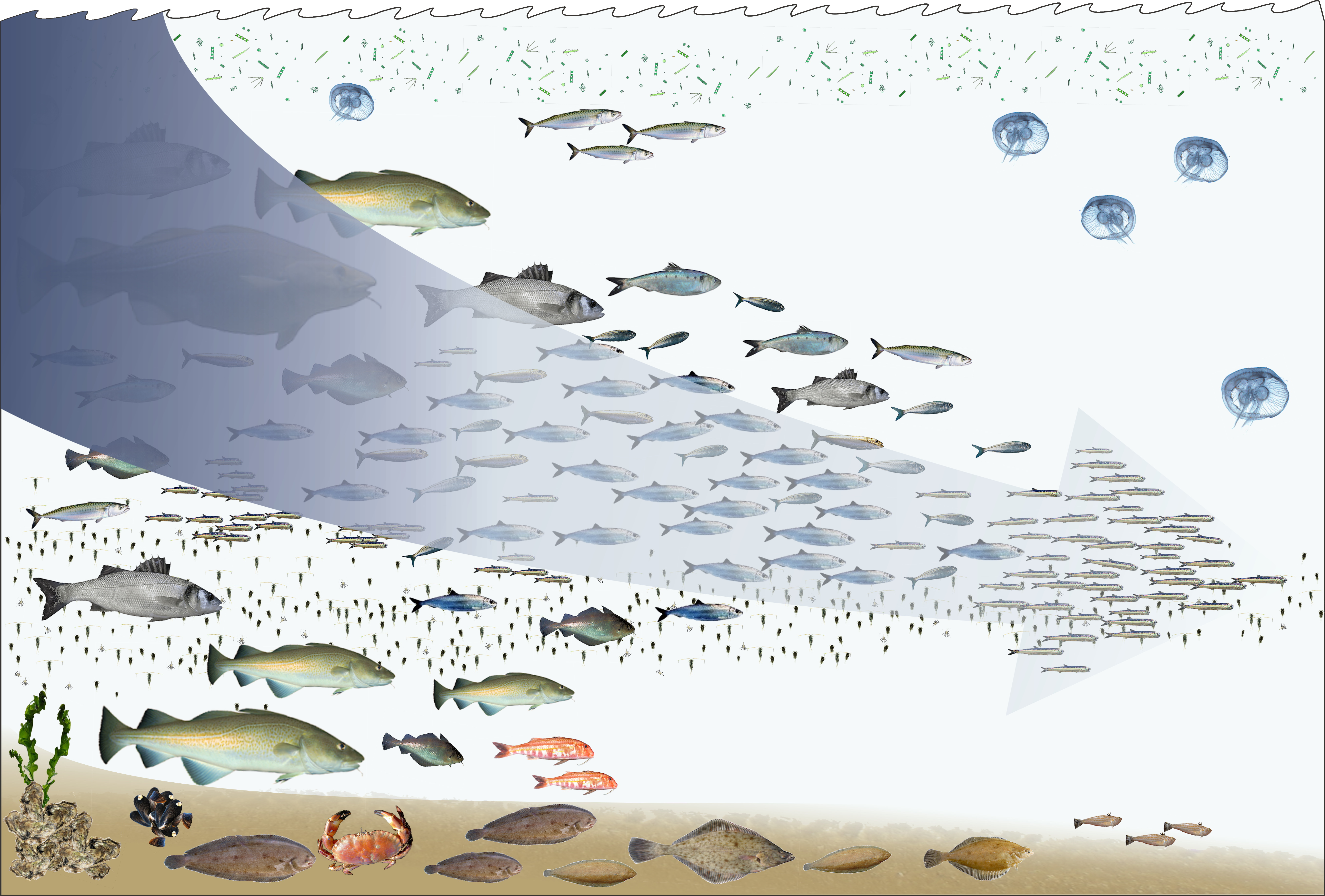
Pescuit în echilibru

Pescuitul excesiv, numit și suprapescuit, reprezintă epuizarea unei specii de pește dintr-o întindere de apă într-un ritm alarmant, care nu îi permite să se reproducă suficient, ceea ce o poate face să devină pe cale de dispariție în zona respectivă. Conform unui raport al Organizației pentru Alimentație și Agricultură (FAO) a Națiunilor Unite, FAO estimează că o treime din stocurile de pești din lume au fost pescuite excesiv în anul 2015. Peste 30 de miliarde de euro subvenții publice sunt utilizate pentru anual pentru piscicultură.
Pescuitul excesiv poate apărea pe întinderi de apă de orice dimensiuni, precum iazuri, râuri, lacuri sau oceane și poate duce la epuizarea resurselor, rate de creștere biologică reduse și scăderea nivelului de biomasă. Pescuitul excesiv poate cauza un spor natural negativ, drept urmare populația de pești nu mai este capabilă să se repopuleze. Unele forme de pescuit excesiv, precum pescuitul excesiv al rechinilor, au condus la perturbarea întregului ecosistem acvatic.
Capacitatea unei pisciculturi de a-și reveni după pescuitul excesiv depinde de condițiile ecosistemului și de cât de adecvat este acesta pentru recuperare. Schimbările dramatice în structura speciilor pot duce la o schimbare a ecosistemului, în care alte fluxuri de energie de echilibru implică o structură diferită a speciei în comparație cu cea prezentă înainte de epuizarea stocului original de pești. De exemplu, odată ce păstrăvul a fost suprapescuit, crapul ar putea să preia controlul într-un mod care ar face imposibilă repopularea păstrăvului.

## Scara globală

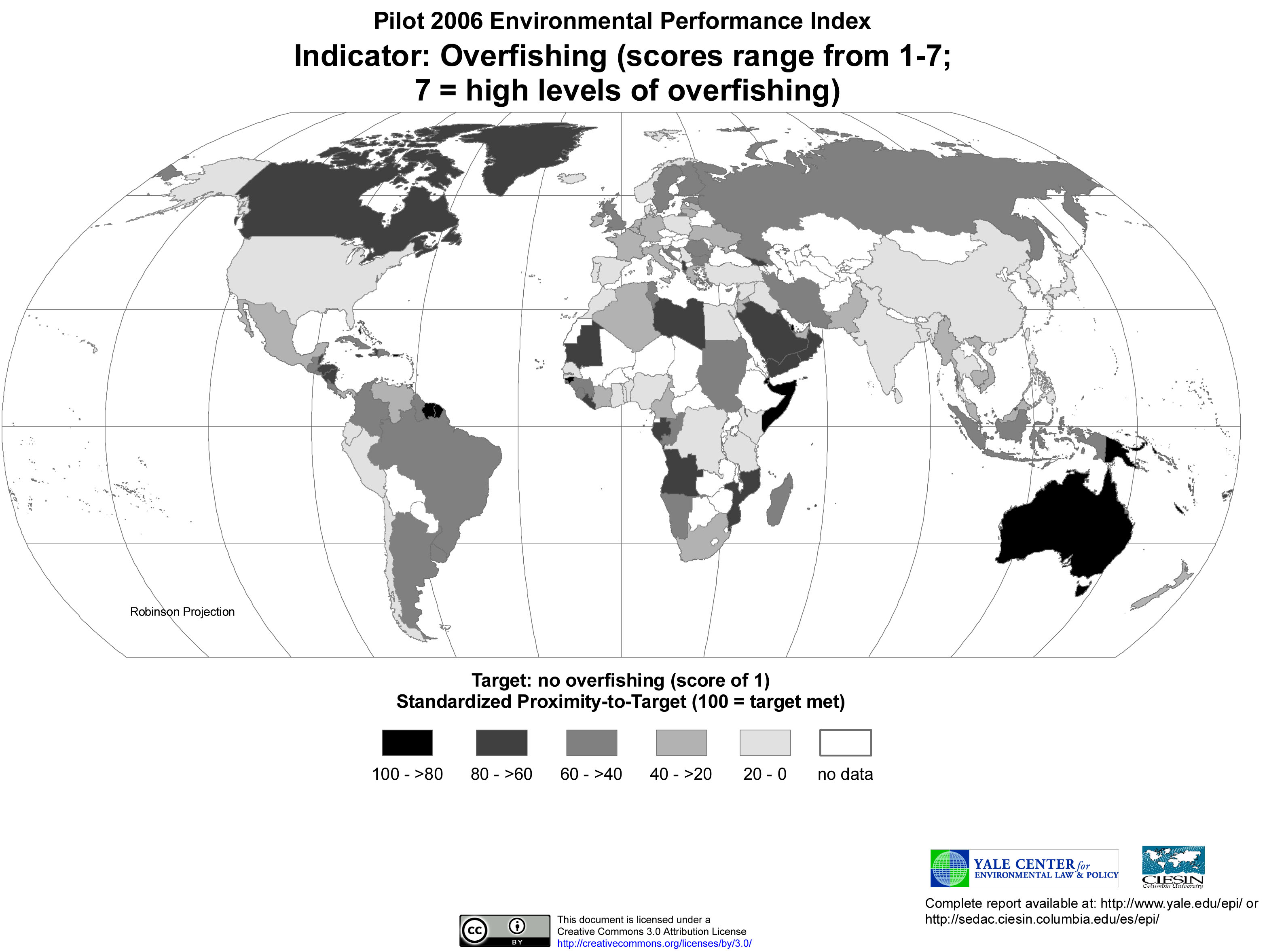
Nivelul pescuitului excesiv variază de la 1 la 7, 7 reprezentând cel mai mare nivel al suprapescuitului

Pescuitul excesiv a epuizat stocurile zonelor piscicole din întreaga lume. Organizația Națiunilor Unite pentru Alimentație și Agricultură a estimat într-un raport din 2018 că 33,1% din stocurile mondiale de pește sunt afectate de pescuitul excesiv. În perioada preindustrială s-a observat o creștere alarmantă a pescuitului.  În special, a fost examinat pescuitul excesiv în Oceanului Atlantic de Vest  în primele zile ale colonizării Americii de către europeni.
Partea stocurilor de pește care se încadrează în nivelul biologic prielnic a prezentat o tendință de scădere, de la 90% în  anul 1974 la 66,9% în anul 2015. În schimb, procentul stocurilor pescuite la niveluri biologice neprielnice, a crescut de la 10% în anul 1974 la 33,1% în anul 2015, cu cele mai mari creșteri la sfârșitul anilor 1970 și 1980.

Tendințe globale privindarea stocurilor de pești din lume în anul 2020, din statisticul Yearbook al FAO

În 2015, stocurile de pescuit maxime (denumite anterior stocuri de pescuit complete) au reprezentat 59,9% și stocurile subpescuite au reprezentat 7% din totalul stocurilor estimate. În timp ce proporția stocurilor subpescuite a scăzut continuu din anul 1974 până în anul 2015, stocurile de pescuit durabile au scăzut între anii 1974 și 1989, apoi au crescut la 59,9% în anul 2015.
În 2015, printre cele 16 zone majore din sondaj,  Marea Mediterană și Marea Neagră au avut cele mai mari procentaje, respectiv (62,2%) de stocuri neprielnice, urmate îndeaproape de Pacificul de Sud-Est cu 61,5% și Atlanticul de Sud- Vest cu 58,8%. În contrast, Pacificul Central de Est, Pacificul de Nord-Est (Zona 67), Pacificul de Nord-Vest (Zona 61), Pacificul Central de Vest și Pacificul de Sud-Vest au avut cea mai mică proporție (între 13 și 17%) de stocuri de pești la un nivel biologic neprielnic.
Daniel Pauly, un om de știință în domeniul pescuitului, cunoscut pentru studiile sale făcute despre impactul uman asupra pisciculturilor, a comentat:
„Este aproape ca și cum am folosi forțele noastre militare pentru a lupta împotriva animalelor acvatice. Câștigăm treptat acest război și le nimicim. Să vedem in fața ochilor această distrugere inutilă, fără niciun scop, este un pic frustrant. În mod bizar, aceste efecte sunt toate reversibile, toate animalele care au dispărut ar putea să reapară, toate animalele care s-au împuținat, s-ar înmulți, toate relațiile care nu pot fi văzute s-ar restabili și sistemul s-ar reîntoarce.”

## Dovezi
Exemple de pescuit excesiv există în zone precum Marea Nordului, Platforma continentală Grand Banks din Newfoundland și Marea Chinei de Est.  În aceste locații, pescuitul excesiv s-a dovedit nu numai dezastruos pentru stocurile de pește, ci și pentru comunitățile de pescari care trăiesc din pescuit. La fel ca și alte industrii extractive, cum ar fi silvicultura și vânătoarea, pescuitul este susceptibil când vine vorba de interacțiune economică între proprietate sau administrare și viabilitate, cunoscută și sub numele de tragedia bunurilor comune.

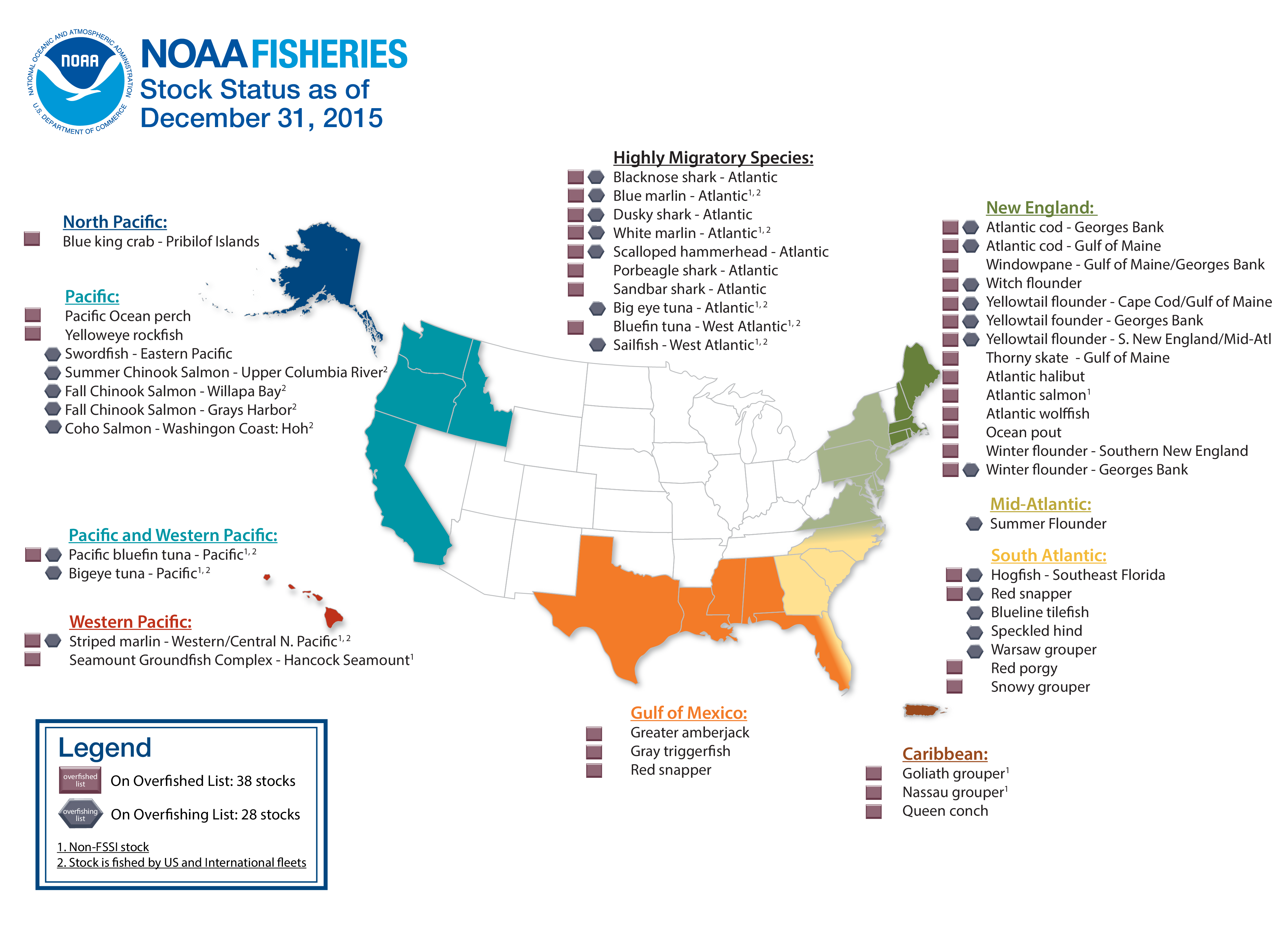
Stocurile pescuitului excesiv din Statele Unite, 2015

- Tonul a fost vânat de indigeni în zona de nord a Mării Adriatice de secole. Creșterea pescuitului a împiedicat migrația bancurilor mari de pești în Golful Triest. Ultima captură majoră de ton a fost făcută în 1954 de pescarii din Santa Croce, Contovello și Barcolana.[12]
- Pisciculturile de hamsie de pe coasta peruviană s-au prăbușit în anii 1970 după pescuitul excesiv și un sezon de încălzire El Niño[13] a eliminat în mare măsură hamsia din apele sale.[14] [15] Hamsia era o resursă naturală majoră în Peru, numai în 1971 fiind 10,2 milioane de tone metrice de hamsie. Cu toate acestea, în următorii cinci ani, capturile flotei peruviene s-au ridicat la doar aproximativ patru milioane de tone. Aceasta a fost o pierdere majoră pentru economia din Peru.

- Prăbușirea pescuitului de cod de pe Newfoundland[16] și decizia Canadei din 1992 de a impune un moratoriu nedefinit asupra Platformei continentale Grand Banks este un exemplu catastrofic al consecințelor pescuitului excesiv.[17]

- Pisciculturile de Limbă-de-mare din Marea Irlandeză, vestul Canalului Mânecii și alte locații au pescuit excesiv până la o prăbușire totală, conform Planului oficial de acțiune al guvernului Britanic privind biodiversitatea. Regatul Unit a creat  acest plan pentru a încerca să restabilească piscicultura, însă suprapopularea umană și cererea în creștere pentru pești a ajuns la un punct în care cererea de alimente amenință stabilitatea acestor pisciculturi, dacă nu chiar supraviețuirea speciei.[18]

- Mulți pești din adâncuri sunt expuși riscului, cum ar fi peștele pion portocaliu și codul. Marea adâncă este aproape complet întunecată, în mare parte înghețată și are puțină hrană. Peștii din adâncuri cresc încet din cauza hranei limitate, au metabolismul lent, rate reduse de reproducere și mulți nu ating maturitatea de reproducere decât după 30-40 de ani. Un file de pion portocaliu la magazin are probabil cel puțin 50 de ani. Majoritatea peștilor din adâncuri se află în apele internaționale, unde nu există protecție legală. Majoritatea acestor pești sunt capturați de traulere adânci în apropierea monturilor subacvatice, unde se adună pentru hrană. Înghețarea rapidă permite traulierelor să lucreze zile la rând, iar pescarii moderni vizează peștele cu ușurință.[19]

- Știuca albastră a dispărut în Marile Lacuri din America de Nord în anii 1980. Până la mijlocul secolului al XX-lea, știuca a fost un pește valoros din punct de vedere comercial, aproximativ o jumătate de milion de tone fiind debarcate începând din perioada anilor 1880 până la sfârșitul anilor 1950, când populațiile s-au prăbușit, aparent, printr-o combinație de pescuit excesiv, eutrofizare antropică și competiție cu retropina introdusă.

- Fondul Mondial Pentru Natură și Societatea Zoologică din Londra și-au publicat „Raportul Planetei Albastre Vii” la 16 septembrie 2015, care afirmă că a existat o scădere dramatică de 74% a stocurilor la nivel mondial ale peștilor scombride importanți, cum ar fi macrou, ton și bonitos între 1970 și 2010, iar „dimensiunile populației globale de mamifere, păsări, reptile, amfibieni și pești au scăzut în medie la jumătate în doar 40 de ani”.[20]

- Pescuitul excesiv al tonului roșu al Pacificului, pe cale critică de dispariție, a dus la creșterea imensă a prețului capturii oricum limitate. În ianuarie 2019, un ton de 278 kilograme (612 lire sterline) s-a vândut cu 333,6 milioane de yeni, sau peste 3 milioane de dolari americani, 4.900 dolari pe liră. Pescarii, motivați de valoarea ridicată a peștilor, folosesc tehnici extraordinare pentru a-i prinde, lăsând populația pe punctul de a se prăbuși.[21]

### În management
Mai multe țări își gestionează în mod eficient pescuitul. Exemplele includ Islanda și Noua Zeelandă. Statele Unite au recurs la limitarea activităților de pescuit pentru a preveni epuizarea stocurilor de pește.

## Consecințe

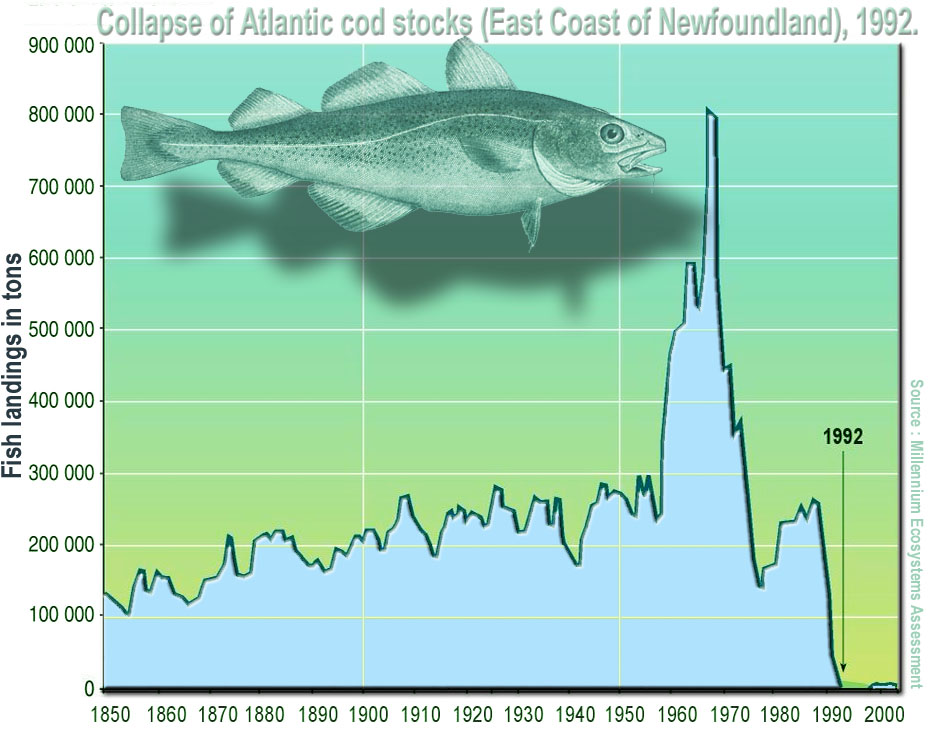
Stocurile de cod din Atlantic au fost sever supra-pescuite în anii 1970 și 1980, ducând la prăbușirea lor bruscă în 1992

Potrivit unui raport al ONU din 2008, flotele de pescuit ale lumii pierd în fiecare an 50 miliarde de dolari americani din cauza stocurilor epuizate și a gestionării deficitare a pescuitului. Raportul, elaborat de Banca Mondială împreună cu Organizația Națiunilor Unite pentru Alimentație și Agricultură afirmă că jumătate din flota mondială de pescuit ar putea fi casată fără nicio modificare a capturilor. În plus, biomasa stocurilor mondiale de pește a fost lăsată să scadă până în punctul în care nu mai este posibil să se prindă cantitatea de pește care ar putea fi capturată. Incidența crescută a schistosomiazei în Africa a fost legată de scăderea speciilor de pești consumatori ai melcilor care transportă paraziții responsabili de apariția bolii. Creșterea masivă a populațiilor de meduze amenință stocurile de pești, deoarece acestea concurează cu peștii pentru hrană, mănâncă ouă de pește și otrăvesc sau roiesc peștii și pot supraviețui în medii sărace în oxigen, unde peștii nu pot; fac ravagii masive în domeniul pescuitului comercial. Pescuitul excesiv elimină un competitor și prădător major de meduze, agravând explozia populației de meduze. Atât schimbările climatice, cât și restructurarea ecosistemului s-au dovedit a avea roluri majore în creșterea populației de meduze din Marea Irlandei în anii '90.

Potrivit Raportului Global de Evaluare privind biodiversitatea și serviciile ecosistemice din 2019 publicat de Platforma Interguvernamentală Științifico-Politică privind biodiversitatea și serviciile ecosistemelor, pescuitul în exces este un factor principal de extincție în masă în oceanele lumii.

## Tipuri
Există trei tipuri recunoscute de pescuit excesiv biologic: pescuitul excesiv al creșterii, pescuitul excesiv recrut și pescuitul excesiv în ecosistem.

### Pescuitul excesiv al creșterii

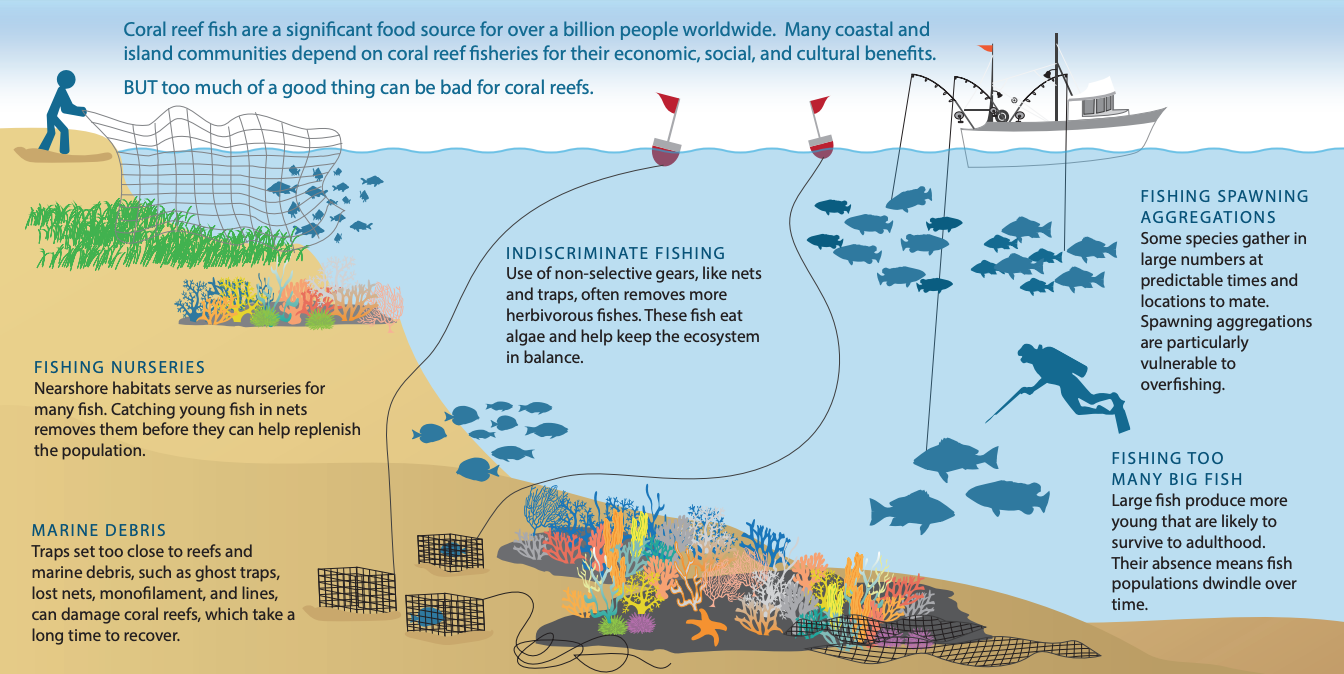
Pescuitul excesiv poate epuiza speciile cheie de recif și poate afecta habitatul coralilor. Peștii de recif de corali sunt o sursă semnificativă de hrană pentru peste un miliard de oameni din întreaga lume.

Pescuitul excesiv al creșterii are loc atunci când peștii sunt recoltați la o dimensiune medie mai mică decât dimensiunea care ar produce randamentul maxim pe recrutare. Un recrut este un individ care ajunge la maturitate sau în limitele specificate de o piscicultură, care sunt de obicei de mărime sau vârstă. Acest lucru face ca randamentul total să fie mai mic decât ar fi dacă peștii ar fi lăsați să crească la o dimensiune adecvată. Acest lucru poate fi contracarat prin reducerea mortalității prin pescuit la niveluri mai scăzute și creșterea dimensiunii medii a peștilor recoltați la o dimensiune care va permite randamentul maxim pe recrutare. 

### Pescuitului excesiv prin recrutare
Pescuitul excesiv prin recrutare are loc atunci când populația adultă matură (biomasa de reproducere) este epuizată la un nivel în care nu mai are capacitatea de reproducere de a se reface - nu sunt suficienți adulți pentru a produce urmași. Creșterea biomasei stocului de reproducere la un nivel țintă este abordarea adoptată de manageri pentru a restabili o populație supra-pescuită la niveluri durabile. Acest lucru se realizează, în general, prin plasarea moratoriilor, a cotelor și a limitelor de dimensiune minimă pentru o populație de pești.

### Pescuitul excesiv în ecosistem
Pescuitul excesiv în ecosistem are loc atunci când echilibrul ecosistemului este modificat de pescuitul excesiv. Odată cu scăderea abundenței speciilor mari de pradă, abundența tipului de furaje mici crește, provocând o schimbare a echilibrului ecosistemului către specii de pești mai mici.

## Niveluri acceptabile
Noțiunea de pescuit excesiv se bazează pe ceea ce se înțelege prin „nivel acceptabil” de pescuit. Termeni biologici și bioeconomici mai preciși definesc nivelul acceptabil după cum urmează:
- Pescuitul excesiv biologic apare atunci când mortalitatea prin pescuit a atins un nivel în care biomasa stocului are o creștere marginală negativă (rata redusă de creștere a biomasei), așa cum indică zona roșie din figură. (Peștii sunt scoși din apă atât de repede încât reaprovizionarea stocului prin reproducere încetinește. Dacă reaprovizionarea continuă să scadă suficient de mult timp, aceasta va merge invers și populația va scădea.)[33]
- Pescuitul excesiv economic sau bioeconomic ia în calcul costul pescuitului la stabilirea capturilor acceptabile. În acest cadru, un sector de pescuit este considerat a fi pescuit în exces atunci când capturile depășesc randamentul economic maxim acolo unde renta resurselor este maximală. Peștii sunt scoși din piscicultură atât de repede încât rentabilitatea pescăriei este sub nivelul optim. O definiție mai funcțională a pescuitului excesiv economic are în vedere și valoarea actuală a activității de pescuit, utilizând o rată de actualizare relevantă pentru a maximiza fluxul rentei resurselor pentru toate capturile viitoare.[necesită citare]

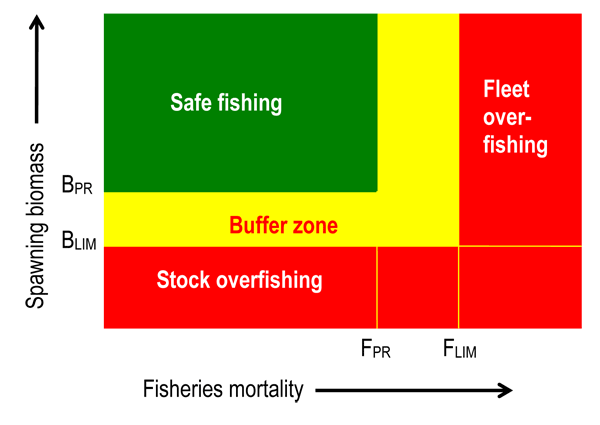
Convenția de culoare a semaforului, care arată conceptul de regulă de control al recoltei (HCR), specifică momentul în care un plan de reconstrucție este obligatoriu în ceea ce privește punctele de referință, de precauție și limită pentru biomasa reproducătoare și rata mortalității prin pescuit.

### Norma de control a exploatării
În 2010 s-a propus un model pentru anticiparea nivelurilor acceptabile de pescuit sub forma Normei de Control a Exploatării (HCR), care este un set de unelte și protocoale cu ajutorul căreia serviciul de exploatare are un control direct asupra ratelor și strategiilor de recoltare în legătură cu anticiparea stării stocului și randamentelor maxime durabile pe termen lung. Capturile constante și mortalitatea cauzată de pescuit sunt două tipuri simple de norme de control ale exploatării.

### Direcții privind resursele și profitul
Capacitatea de pescuit poate fi de asemenea definită făcând referire la resursele utilizate și capacitatea de producție.
- O capacitate de pescuit îndreptată spre resurse este definită ca fiind stocul de capital maxim disponibil într-o piscicultură care este utilizat pe deplin la eficiența tehnică maximă într-o anumită perioadă de timp, date fiind resursele și condițiile pieței.[36]

- O capacitate de pescuit îndreptată spre producție este definită ca fiind captura maximă pe care un pescador (flotă) o poate exploata dacă resursele sunt utilizate pe deplin având în vedere biomasa, resursele fixe, structura de vârstă a stocului de pește și stadiul actual al tehnologiei.[37]

În vederea obținerii unei capturi maxime este importantă eficiența tehnică a fiecărei nave a flotei.Gradul de utilizare a capacității rezultă din compararea nivelului real de ieșiri (intrări) și a capacității de ieșiri (intrări) a unui pescador sau a unei flote.

## Intensificarea problemei
Pentru a răspunde problemelor legate de pescuitul excesiv, în principalele activități de pescuit din întreaga lume au fost introduse abordări preventive și principii de gestionare a Normei de Control a Exploatării (HRC). Metoda care utilizeaza culorile semaforului introduce seturi de reguli bazate pe valori critice predefinite, care pot fi ajustate pe măsură ce se obțin mai multe informații.
Aspectele pescuitului excesiv sunt discutate în tratatul Convenției Națiunilor Unite privind dreptul asupra mării în articolele 61, 62 și 65.
- Articolul 61 impune tuturor statelor de coastă să se asigure că menținerea resurselor vii în zonele lor economice exclusive nu este pusă în pericol de exploatare excesivă. Același articol se referă la menținerea sau restaurarea populațiilor de specii peste niveluri la care reproducerea lor poate deveni grav amenințată.
- Articolul 62 prevede că statele de coastă: „promovează obiectivul utilizării optime a resurselor vii din zona economică exclusivă fără a aduce prejudicii articolului 61”.
- Articolul 65 prevede în general drepturile, inter alia, ale statelor de coastă de a interzice, limita sau reglementa exploatarea mamiferelor marine.

Din punctul de vedere al unor persoane, pescuitul în exces poate fi privit ca un exemplu al tragediei comunelor; așadar, soluțiile adecvate ar promova drepturile de proprietate, de exemplu, prin privatizare și piscicultură. Daniel K. Benjamin citează în Fisheries are Classic Example of the "Tragedy of the Commons", cercetările efectuate de Grafton, Squires și Fox pentru a sprijini ideea că privatizarea poate aduce soluții legate de problema pescuitului excesiv: Conform unei cercetări recent efectuate privind pescuitul de halibut din Columbia Britanică, unde bunurile comune au fost privatizate cel puțin parțial, au rezultat beneficii ecologice și economice substanțiale. Sunt mai puține daune asupra  stocurilor de pești, pescuitul este mult mai sigur și sunt necesare mai puține resurse pentru a obține o anumită recoltă."
Cotele sunt o altă soluție posibilă, cel puțin pentru anumite zone, limitând pescarii la o anumită cantitate de pește. O posibilitate mult mai radicală este aceea de a declara anumite zone ale mării ca fiind „zone de excludere” în acest fel pescuitul fiind strict ilegal, astfel încât peștii au timp să se regenereze și să repopuleze.
Unele țări, cum ar fi, de exemplu, Bangladesh și Thailanda, au îmbunătățit disponibilitatea serviciilor de planificare familială pentru a maximiza resursele. Populațiile rezultate care sunt mai mici au o amprentă ecologică scăzută și necesități alimentare reduse.
Controlul comportamentului și cererii consumatorilor este esențial în acțiunile de atenuare. La nivel mondial, au apărut o serie de inițiative pentru a oferi consumatorilor informații cu privire la starea de conservare a fructelor de mare disponibile. „Ghidul pentru ghidurile bune pentru pești” enumeră mai multe dintre acestea.

### Regulament guvernamental
Sunt disponibile multe măsuri de reglementare pentru controlul pescuitului în exces. Aceste măsuri includ cote de pescuit, limite zilnice, permise de vânătoare, extrasezoane, limite de dimensiune și crearea de rezervații marine și alte zone marine protejate.
Un model de influență reciprocă dintre pești și pescari a demonstrat că, atunci când un sector este restricționat pescarilor, dar nu există reglementări privind capturile, cum ar fi cotele individuale transferabile, capturile de pește sunt caracterizate de o creștere temporară, dar per ansamblu biomasa peștilor este tot redusă, astfel rezultatul fiind unul contrar cu așteptările menifestate în cadrul pisciculturilor. Așadar, deplasarea flotei dintr-un punct în altul va avea în general tot un efect redus, dacă este utilizată aceeași cotă. În consecință, măsurile de gestionare, cum ar fi închiderile temporare sau stabilirea unei zone marine protejate a arealelor de pescuit, sunt ineficiente dacă nu sunt combinate cu cotele individuale de pescuit. O problemă legată de aceste cote este că de la un an la altul populațiile de pești suferă variații. Un studiu a concluzionat faptul că populațiile de pești au crescut dramatic în urma anilor marcați de furtuni frecvente, datorită faptului că mai mulți nutrienți ajung la suprafață și, prin urmare, rezultă o producție inițială mai mare. Pentru a pescui în mod eficient și durabil, în fiecare an cotele necesită modificări ținându-se cont de populația peștilor.
Cotele individuale transferabile de pescuit (ITQ) sunt instrumente de raționalizare a pescuitului definite în Legea lui Magnuson-Stevens privind conservarea și gestionarea pescuitului  ca permise de acces limitat la recoltarea cantităților de pește. Oamenii de știință din domeniul pescuitului decid cantitatea optimă de pește (captura totală admisibilă) care trebuie recoltată într-o anumită piscicultură. Decizia are în vedere capacitatea de încărcare, ratele de regenerare și valorile viitoare. Conform ITQ-urilor, membrilor unei activități de pescuit li se acordă drepturi la un procent din capturile admisibile totale care pot fi recoltate în fiecare an. Aceste cote pot fi pescuite, cumpărate, vândute sau închiriate, permițând utilizarea navelor cu cel mai mic cost. ITQ-urile sunt utilizate în Noua Zeelandă, Australia, Islanda, Canada și Statele Unite.
În 2008, un studiu pe scară largă al pescuitului care a folosit cote individuale transferabile de pescuit a fost comparat cu studiile care nu au furnizat dovezi puternice despre faptul că aceste cote individuale transferabile de pescuit pot ajuta la prevenirea prăbușirilor și la restabilirea pescuitului care pare a fi în declin.   
China interzice pescuitul în Marea Chinei de Sud pentru o perioadă limitată în fiecare an.
Organizația Națiunilor Unite a inclus pescuitul durabil și subvențiile de încetare care contribuie la pescuitul excesiv ca obiective cheie pentru 2030 ca parte a obiectivului lor  Sustainable Development Goal 14:  Life Below Water.

### Eliminarea subvențiilor
Deoarece guvernul a oferit subvenții financiare, pescuitul dincolo de nivelurile durabile din punct de vedere biologic poate fi viabil din perspectivă economică, mai mulți oameni de știință solicitând încetarea subvențiilor plătite pentru pescuitului de adâncime. În apele internaționale, dincolo de zonele economice exclusive de 200 de mile marine din țările de coastă, multe activități de pescuit nu sunt supuse reglementării, iar flotele de pescuit folosesc tehnologia de ultimă generație pentru a prăda adâncurile. În câteva ore, plasele masive cu o greutate de până la 15 tone, târâte cu ajutorul traulelor de adâncime (năvoade) pe fundul apelor, pot distruge coralii subacvatici și bancurile de bureți care au avut nevoie de secole sau milenii pentru a se dezvolta. Năvoadele pot ținti specii de pești precum pionul portocaliu (numit și peștele-oglindă), grenadieri (numiți și coada-rațelor) sau rechini. Aceste tipuri de pești trăiesc mult și se maturizează târziu și durează decenii sau chiar secole pentru ca numărul lor să se refacă.
 

Daniel Pauly, cercetător în domeniul pescuitului, și economistul Ussif Rashid Sumaila au examinat subvențiile plătite flotelor cu traul de fund din întreaga lume. Ei au descoperit că 152 de milioane de dolari americani  sunt acordați pe an pescuitului de adâncime. Fără aceste subvenții, pescuitul global de adâncime ar produce o pierdere de 50 de milioane de dolari americani pe an. O mare parte din subvențiile plătite traulerelor de fund sunt folosite pentru a susține cantitatea mare de combustibil necesară pentru a călători dincolo de limita de 200 de mile și pentru a trage plasele cu greutate.
 „Există cu siguranță o modalitate mai bună de a cheltui banii guvernelor decât prin plata subvențiilor pentru o flotă care arde anual 1,1 miliarde de litri de combustibil pentru a menține capturile meschine de pești cu creștere veche din stocuri extrem de vulnerabile, distrugând în același timp habitatul lor în acest proces” - Pauly. 

 „Eliminarea subvențiilor globale ar face aceste flote neviabile din punct de vedere economic și ar scuti presiunea extraordinară asupra pescuitului excesiv și a ecosistemelor vulnerabile din adâncime” - Sumaila. 

### Minimizarea impactului pescuitului
Tehnicile de pescuit pot fi modificate pentru a reduce la minimum capturile de pește accidentale și pentru a diminua impactul asupra habitatelor marine. Aceste tehnici includ utilizarea diferitelor tipuri de unelte, în funcție de speciile țintă și de tipul de habitat. De exemplu, o plasă cu găuri mai mari va împiedica capturarea peștilor mici. Un dispozitiv de excludere a țestoaselor (DET) permite broaștelor țestoase de mare și altor animale din mega-faună să scape de traulele pentru creveți. Evitarea pescuitului în zonele de reproducere poate permite reconstituirea stocurilor de pești, oferind peștilor adulți șansa de a se reproduce.

Producția mondială de pescuit și acvacultură pe grupe de specii, din Anuarul statistic 2020 al FAO

### Acvacultură
Acvacultura presupune creșterea peștilor în captivitate. Această abordare privatizează de fapt stocurile de pește și creează stimulente pentru fermieri de a și le menține. De asemenea, acvacultura reduce impactul asupra mediului. Cu toate acestea, creșterea în ferme a peștilor carnivori, cum ar fi somonul, nu reduce întotdeauna presiunea asupra pescuitului sălbatic, deoarece peștii carnivori din crescătorii sunt  hrăniți de obicei cu făină de pește și ulei de pește extras din peștii furajeri (sau pești de momeală) sălbatici.
Acvacultura a avut un rol minor în activitățile de recoltare profesională a organismelor marine până în anii 1970. Dezvoltarea acvaculturii a crescut rapid în anii 1990, când rata de captură sălbatică a stagnat. Acvacultura furnizează acum aproximativ jumătate din toate organismele acvatice capturate. Cantitatea producției de acvacultură continuă să crească, în timp ce recolta sălbatică rămâne constantă.
Piscicultura poate cuprinde întregul ciclu de reproducere al peștilor, aceștia fiind crescuți în captivitate. Unii pești se înmulțesc cu greu în captivitate și pot fi prinși în sălbăticie încă neajunși la maturitate și aduși apoi în captivitate pentru a crește în greutate. Odată cu progresul în domeniul științific, tot mai multe specii de pești sunt destinate reproducerii în captivitate. Acesta a fost și cazul tonului roșu sudic, care a fost crescut pentru prima dată în captivitate în 2009.

### Sensibilizarea consumatorilor cu privire la pescuitul excesiv
Pe măsură ce cetățenii din întreaga lume devin tot mai conștienți de pescuitul excesiv și de distrugerea ecologică a oceanelor, au apărut mișcări ce încurajează abstinența, comportament care constă în abținerea de la consumul de alimente preparate din orice fel de specii marine sau doar consumul speciilor marine sustenabile.
Mișcarea "Produsele marine care nu afectează mediul înconjurător" a căpătat amploare pe măsură ce tot mai mulți oameni devin conștienți în legătură cu pescuitul excesiv și cu  metodele de pescuit distructive asupra mediului. Produsele marine care nu afectează  ecosistemul sunt produse provenite fie din surse de pescuit, fie de la ferme, care pot menține sau crește producția în viitor, fără a pune în pericol ecosistemele din care au fost obținute. În general, peștii cu o creștere lentă care se reproduc târziu, cum ar fi specia pionul portocaliu, sunt sensibili la pescuitul excesiv. Speciile de animale marine care cresc rapid și se reproduc de timpuriu, precum hamsiile și sardinele, sunt mult mai rezistente la pescuitul excesiv. Mai multe organizații, inclusiv Consiliul de Administrare Marină (CAM) și Prietenul Apelor, atestă  aceste activități cu specific pescăresc ca având efecte minime asupra mediului.
Consiliul de Administrare Marină a elaborat o normă de protecție a mediului pentru pescuitul fără efecte distructive și bine gestionat. Gestionarea și practicile de pescuit responsabile de ocrotirea mediului sunt recompensate cu utilizarea etichetei ecologice a produsului albastru. Consumatorii preocupați de pescuitul excesiv și de consecințele acestuia sunt din ce în ce mai determinați să aleagă produse de origine marină care au fost evaluate independent în raport cu norma de protecție a mediului elaborată de CAM. Acest lucru permite consumatorilor să aibă o influență în ceea ce privește  creșterea stocurilor de pește. Începând cu luna februarie 2012, peste 100 de activități de pescuit din întreaga lume au fost evaluate și certificate în mod independent ca îndeplinind criteriul CAM. Magazinul lor online listează produsele de origine marină certificate ca fiind disponibile. În februarie 2012, peste 13.000 de produse etichetate CAM sunt disponibile în 74 de țări din întreaga lume. Fish & Kids este un proiect CAM care îi învață pe școlari despre problemele de mediu marin, inclusiv pescuitul excesiv.
Programul gărzii Seafood Watch de la delfinariul Monterey Bay Aquarium, deși nu este un organism de certificare la fel de mare ca MSC, oferă consiliere în ceea ce privește longevitatea unor specii de pești. Unele restaurante care servesc fructe de mare au început să pună la vânzare oferte mai viabile care conțin aceste delicatese. Grupul Seafood Choices Alliance este o organizație a cărei personal include bucătari care servesc mâncare cu fructe de mare durabilă în localuri. În SUA, Legea Pisciculturilor Durabile prezintă practici durabile la standarde naționale. Deși nu există niciun organism de certificare oficial precum MSC-ul (Marine Stewardship Council), Organizația Națională Oceanică și Atmosferică a înființat FishWatch pentru a-i îndruma pe clienții îngrijorați spre a alege fructe de mare durabile.
În septembrie 2016, companiile Google, Oceana și Skytruth au creat un website numit Global Fishing Watch, destinat cetățenilor din toate colțurile lumii pentru a-i asista pe aceștia și a le monitoriza pescuitul.

## Obstacole în calea unui management eficient
Industria pescuitului este puternic stimulată din punct de vedere financiar pentru a se opune unor măsuri ce țin de creșterea durabilității rezervelor de pește. De asemenea, și pescarul are interesul de a păstra accesul la aceste rezerve. Acest lucru pune presiune asupra politicilor guvernamentale care intenționează să prevină pescuitul excesiv.
În afara zonelor economice exclusive naționale, pescuit este greu de controlat. În astfel de zone, preponderent oceanice, vasele de pescuit sunt libere să exploateze rezerva de pește așa cum doresc.
În apele a căror apartenență la un teritoriu sau altul este disputată, unele țări încurajează chiar pescuitul în exces. Un exemplu de menționat aici ar fi Războaiele de Cod în care Anglia și-a folosit flota pentru a-și proteja traulerele care pescuiau în zona economică exclusivă a Islandei. Peștii sunt vietăți extrem de tranzitorii. Multe specii vor tranzita, astfel, dintr-un teritoriu în altul. Eforturile de prezervare ale unei țări pot fi apoi exploatate de o alta.
Chiar dacă guvernele pot crea legi care să controleze comportamentul oamenilor, acestea se pot dovedi ineficiente în fața pescuitului ilegal. Cantitățile estimate rezultate în urma pescuitului ilegal se situează între 11 și 26 de milioane de tone de pește, ceea ce reprezintă 14-33% din întreaga cantitate raportată de captură de pește. Pescuitul ilegal se poate manifesta prin diverse forme. În țările aflate în curs de dezvoltare, mulți oameni depind de pescuit. Reglementarea acestui tip de pescuit excesiv se poate dovedi a fi dificil de înfăptuit. În timp ce pescuitul la nivel industrial e de regulă controlat eficient, pescuitul local și cel recreativ pot face ca pescarii să încalce legi precum fondul de vânătoare și perioadele de pescuit interzise. Pescarii pescuiesc ilegal adesea prin raportarea unei cantități mai mici de pește decât au prins de fapt sau raportând că au prins o specie de pește când de fapt ei au prins o alta. Există, de asemenea, o mare problemă și în ceea ce privește monitorizarea pescuitului ilegal. În 2001, Organizația pentru Alimentație și Agricultură a Națiunilor Unite a aprobat Planul de acțiune împotriva pescuitului ilegal, nedeclarat și nereglementat. Acesta reprezintă o înțelegere cu scopul de a opri statele portuare din a permite vaselor care au pescuit ilegal să acosteze. Acesta reprezintă de asemenea și o metodă eficientă de inspecție și raportare a pescuitului ilegal de către statele portuare. Există pescuit ilegal care se desfășoară la nivel industrial prin intermediul unor operațiuni comerciale finanțate.
Problema capacității de pescuit nu e legată doar de prezervarea rezervelor de pește, ci și de durabilitatea pescuitului în sine. Cauze ale problemei pescuitului își pot avea rădăcina în drepturile de pescuit. Supraexploatarea și efectul de disipație ce apare la pescari sunt probleme care apar în pisciculturile cu acces liber cum a putut fi observat în Gordon.
Când vine vorba de resurse libere precum rezerva de pește, în absența unui sistem precum Cota de Pescuit Individuală, imposibilitatea excluderii altora îi provoacă pe pescarii care doresc să mărească cota de pescuit să facă acest lucru prin a lua din cota altcuiva. Această tragedie a bunurilor comune duce la formarea unui proces de capitalizare care îi face să își crească prețurile până ajung la aceeași valoare cu încasările, acoperindu-le complet taxele.

### Rezistența pescarilor
Întotdeauna a existat un dezacord între pescari și oamenii de știință angajați de guvern... Imaginați-vă o zonă pescuită în exces în mare de forma unui teren de fotbal cu plase la fiecare capăt. Puținii pești rămași în acea zonă s-ar aduna în jurul porților deoarece aceștia preferă un habitat structurat. Oamenii de știință ar supraveghea întreaga zonă, ar face multe transporturi inutile și ar ajunge la concluzia că zona conține pești puțini. Pescarii ar da goană spre porți, ar prinde peștii din jurul lor și apoi ar spune că oamenii de știință nu știu despre ce vorbesc. Pescarii au mereu impresia că sunt pești din plin deoarece ei merg numai în locurile unde sunt mulți pești – pentru că acelea sunt singurele zone unde încă mai pot fi găsiți pești. Cercetătorii în pescuit supraveghează și compară zonele în întregime, nu doar cele mai bune locuri de pescuit. -Omul de știință în domeniul pescuitului Daniel Pauly 

### Citații
1. ↑  The State of World Fisheries and Aquaculture 2018; Meeting the sustainable development goals (PDF). Rome: FAO. 2018. p. 40. ISBN 978-92-5-130562-1. Accesat în 29 decembrie 2019.
2. ↑  Global Trade Deal Needed Urgently to Ban Subsidies Threatening Fish Stocks (în engleză), World Economic Forum
3. ↑  Many government subsidies lead to overfishing. Here's a solution. - OECD, www.oecd.org
4. ↑  Scales, Helen (29 martie 2007). „Shark Declines Threaten Shellfish Stocks, Study Says”. National Geographic News. Accesat în 1 mai 2012.
5. ↑  fao.org. „SOFIA 2018 - State of Fisheries and Aquaculture in the world 2018”. www.fao.org (în engleză). Accesat în 9 noiembrie 2018.
6. ↑  Bolster, W. Jeffery (2012). The Mortal Sea: Fishing the Atlantic in the Age of Sail. Belknap Press. ISBN 978-0-674-04765-5.
7. ↑  World Food and Agriculture – Statistical Yearbook 2020. Rome: FAO. 2020. ISBN 978-92-5-133394-5.
8. 1 2  In brief, The State of World Fisheries and Aquaculture, 2018 (PDF). FAO. 2018.
9. ↑   Fisheries on the brink. https://www.youtube.com/watch?v=Tf1EgeHDxpA. Accesat la 1 mai 2012.
10. ↑  Lu Hui, ed. (16 august 2006). „Pollution, overfishing destroy East China Sea fishery”. Xinhua on GOV.cn. Arhivat din original la 24 februarie 2012. Accesat în 1 mai 2012.
11. ↑  EU must end overfishing to protect our oceans, say scientists
12. ↑  Andrea Di Matteo "Santa Croce, 1954: ultima grande pescata di tonni", Il Piccolo, 23. August 2014.
13. ↑  „Peruvian Anchovy Case: Anchovy Depletion and Trade”. Trade and Environment Database. 1999. Accesat în 5 ianuarie 2012.
14. ↑  Foreign Assistance Legislation for Fiscal Year 1982. Committee on Foreign Affairs. 1981.
15. ↑  „Peru - Fishing”. Federal Research Division of the U.S. Library of Congress. Accesat în 1 mai 2012.
16. ↑  Kunzig, R (aprilie 1995). „Twilight of the Cod”. Discover: 52. Accesat în 1 mai 2012.
17. ↑  Kurlansky 1997.
18. ↑  Fishing, Costa Rica Experts. „Fishing Costa Rica”.
19. ↑  Floyd, Mark (2007). „Long-lived deep-sea fishes imperilled by technology, overfishing”. AAAS. Arhivat din original la 23 aprilie 2021. Accesat în 1 mai 2012.
20. ↑  .http://awsassets.wwf.org.au/downloads/mo038_living_blue_planet_report_16sep15.pdf
21. ↑  Specia, Megan (5 ianuarie 2019). „Japan's 'King of Tuna' Pays Record $3 Million for Bluefin at New Tokyo Fish Market”. New York Times. Accesat în 19 decembrie 2019.
22. ↑  „Once Decimated U.S. Fish Stocks Enjoy Big Bounce Back”. National Ggeographic. 26 martie 2013.
23. ↑  „Once Decimated U.S. Fish Stocks Enjoy Big Bounce Back”. National Ggeographic. 26 martie 2013.
24. ↑  Black, Richard (8 octombrie 2008). „Fisheries waste costs billions”. BBC News. Accesat în 1 mai 2012.
25. ↑  Owen, James. „Overfishing Is Emptying World's Rivers, Lakes, Experts Warn”. National Geographic News. Accesat în 16 octombrie 2013.
26. ↑  Richardson, Anthony J.; Bakun, Andrew; Hays, Graeme C.; Gibbons, Mark J. (1 iunie 2009). „The jellyfish joyride: causes, consequences and management responses to a more gelatinous future”. Trends in Ecology & Evolution. 24 (6): 312–322. doi:10.1016/j.tree.2009.01.010. PMID 19324452.
27. ↑  Lynam, C. P.; Lilley, M. K. S.; Bastian, T.; Doyle, T. K.; Beggs, S. E.; Hays, G. C. (1 februarie 2011). „Have jellyfish in the Irish Sea benefited from climate change and overfishing?”. Global Change Biology (în engleză). 17 (2): 767–782. doi:10.1111/j.1365-2486.2010.02352.x. ISSN 1365-2486.
28. ↑  Borenstein, Seth (6 mai 2019). „UN report: Humans accelerating extinction of other species”. AP News. Accesat în 23 mai 2020.
29. ↑  How does overfishing threaten coral reefs? NOAA: National Ocean Service. Updated: 4 February 2020.
30. ↑  „Fish recruitment”. The Scottish Government. 8 decembrie 2009. Arhivat din original la 1 martie 2014. Accesat în 16 octombrie 2013.
31. ↑  Pauly 1983.
32. ↑  „Growth overfishing”. Arhivat din original la 25 aprilie 2012. Accesat în 1 mai 2012.
33. ↑  Pauly, D.; G. Silvestre; I.R. Smith (1989). „On development, fisheries and dynamite: a brief review of tropical fisheries management” (PDF). Natural Resource Modeling. 3 (3): 307–329. doi:10.1111/j.1939-7445.1989.tb00084.x. Arhivat din original (PDF) la 6 august 2012. Accesat în 15 octombrie 2013.
34. ↑  Froese, Rainer; Branch, Trevor A; Proelß, Alexander; Quaas, Martin; Sainsbury, Keith; Zimmermann, Christopher (1 septembrie 2011). „Generic harvest control rules for European fisheries” (PDF). Fish and Fisheries. 12 (3): 340–351. doi:10.1111/j.1467-2979.2010.00387.x.
35. ↑  Coad, Brian W; McAllister, Don E (2008). „Dictionary of Ichthyology”. Accesat în 15 octombrie 2013.
36. ↑  Kirkley, J.E; Squires, D (1999), „Capacity and Capacity Utilization in Fishing Industries, Discussion paper 99-16”, Department of Economics, University of California, San Diego
37. ↑  Vestergaard, N.; Squires, D.; Kirkley, J.E. (2003). „Measuring Capacity and Capacity Utilization in Fisheries. The Case of the Danish Gillnet Fleet”. Fisheries Research. 60 (2–3): 357–68. doi:10.1016/S0165-7836(02)00141-8.
38. ↑  „Text of the United Nations Convention on the Law of the Sea: Part V”. Accesat în 1 mai 2012.
39. ↑  Benjamin, Daniel K (2001). „Fisheries are Classic Example of the Tragedy of the Commons”. PERC Reports. 19 (1). Arhivat din original la 19 februarie 2005.
40. ↑  „What do fishing and family planning have in common?”. Deutsche Welle (în engleză). 20 decembrie 2016. Accesat în 28 ianuarie 2019.
41. ↑  „Guide to Good Fish Guides”. Overfishing. Accesat în 19 decembrie 2019.
42. ↑  Autentificare - Wikipedia, ro.wikipedia.org
43. ↑  Autentificare - Wikipedia, ro.wikipedia.org
44. ↑  Costello, Gaines & Lynham 2008.
45. ↑  MacKenzie, Debora. „Guaranteed fish quotas halt commercial free-for-all”. New Scientist. Accesat în 1 mai 2012.
46. ↑  „A Rising Tide: Scientists find proof that privatising fishing stocks can avert a disaster”. The Economist. 18 septembrie 2008. Accesat în 1 mai 2012.
47. ↑  „New study offers solution to global fisheries collapse”. Eureka alert. 18 septembrie 2008. Arhivat din original la 15 februarie 2020. Accesat în 1 mai 2012.
48. ↑  Zhang Xiang, ed. (9 iunie 2009). „South China Sea fishing ban "indisputable": foreign ministry spokesman”. Chinaview. Arhivat din original la 4 noiembrie 2012. Accesat în 1 mai 2012.
49. ↑  „Goal 14 targets”. UNDP (în engleză). Arhivat din original la 30 septembrie 2020. Accesat în 24 septembrie 2020.
50. ↑  „The last wild hunt – Deep-sea fisheries scrape bottom of the sea” (PDF). AAAS. 2007. Accesat în 1 mai 2012.
51. ↑  „The last wild hunt – Deep-sea fisheries scrape bottom of the sea” (PDF). AAAS. 2007. Accesat în 1 mai 2012.
52. ↑  „The last wild hunt – Deep-sea fisheries scrape bottom of the sea” (PDF). AAAS. 2007. Accesat în 1 mai 2012.
53. ↑  World Food and Agriculture – Statistical Yearbook 2020. Rome: FAO. 2020. ISBN 978-92-5-133394-5.
54. ↑  „The Top 10 Everything of 2009: Top 10 Scientific Discoveries: 5. Breeding Tuna on Land”. Time. 8 decembrie 2009. Arhivat din original la 26 august 2013. Accesat în 1 mai 2012.
55. ↑  Monbiot, George (9 mai 2019). „Stop eating fish. It's the only way to save the life in our seas” (Opinion). The Guardian. Accesat în 19 decembrie 2019.
56. ↑  Google Launches Global Fishing Watch—Digital Trends (16 September 2016)
57. ↑  Oceana Unveils Global Fishing Watch—Huffington Post (15 September 2016)
58. ↑  Illegal fishing targeted by crowdsourcing thanks to new Global Fishing Watch website—ABC News (Australia) (15 September 2016)
59. ↑  Urbina, Ian (19 noiembrie 2020). „Lawless Ocean: The Link Between Human Rights Abuses and Overfishing”. Yale University, School of The Environment.
60. ↑  „Illegal fishing « World Ocean Review”. worldoceanreview.com.
61. ↑  Sumaila, U. R.; Alder, J.; Keith, H. (1 noiembrie 2006). „Global scope and economics of illegal fishing”. Marine Policy. 30 (6): 696–703. doi:10.1016/j.marpol.2005.11.001.
62. ↑  „INTERNATIONAL PLAN OF ACTION TO PREVENT, DETER AND ELIMINATE ILLEGAL, UNREPORTED AND UNREGULATED FISHING”. www.fao.org. Arhivat din original la 1 februarie 2019. Accesat în 17 noiembrie 2016.
63. ↑  Gordon, H. S. (1953). „An Economic Approach to the optimum utilization of Fishery Resources”. Journal of the Fisheries Research Board of Canada. 10 (7): 442–57. doi:10.1139/f53-026.
64. ↑  Gordon, H.S. (1954). „The Economic Theory of a Common-Property Resource: The Fishery”. Journal of Political Economy. 62 (2): 124–42. doi:10.1086/257497.
65. ↑  Boyes, Margaret (martie 2008). „An interview with Daniel Pauly” (PDF). Fisherman Life. Accesat în 19 decembrie 2019.